# 중국의 여자 가수 목록

## 가
- 가오야위안
- 가오페이
- 관무춘
- 궁린나

## 나
- 나잉

## 다
- 다이친 타나
- 두안린시
- 둥웬화
- 둥전
- 드롤마 키
- 딩당

## 라
- 파낭 라모
- 란얀
- 레이자
- 류리양
- 류시준
- 류자령
- 러우이샤오
- 러우징
- 뤄치
- 리링위
- 리구이
- 리사민쯔
- 리샤오루
- 리샤오윤
- 리위춘
- 린디

## 마
- 마란
- 마오아민
- 멍거
- 멍난
- 민샤오펀

## 바
- 바데마

## 사
- 사딩딩
- 상원제
- 샤이
- 샹샹
- 셰나
- 소나메 양첸
- 수창
- 순쯔
- 쑤먀오링
- 쑨웨
- 쑤윈잉
- 쑹자
- 쑹쭈잉
- 쉬거양
- 쉬둥둥
- 시단 소녀

## 아
- 아말리아 루빈
- 아이징
- 안유치
- 야오베이나
- 야오쓰팅
- 양광
- 양얼처나무
- 양웨이링화
- 양페이페이
- 양페이이
- 완챤
- 왕푸리
- 왕뤄단
- 우르나
- 우모처우
- 우페이
- 웨이웨이
- 위관춘
- 위커웨이
- 위안야웨이
- 위안쉐펀
- 위안취안

## 자
- 잠양 돌마
- 장아오야
- 장리핑
- 장비천
- 장샨쯔
- 장예
- 장잉룽
- 장쯔린
- 장창
- 장친친
- 장한윈
- 자아루한
- 주징
- 주앙신얀
- 중제시
- 아이 지후
- 쩡얀
- 쩡이커
- 쭈하이

## 차
- 차오정
- 차오팡
- 차이밍
- 창쓰쓰
- 챠오챠오
- 천제리
- 천하오
- 천리리
- 천린
- 천쓰쓰
- 청린
- 체텐 돌마
- 취완팅
- 취잉
- 친하이루
- 칭드롤 돌마

## 카
- 잠양 키
- 쿵잉

## 타
- 탄웨이웨이
- 탄징
- 탕찬
- 탼위안
- 탼전

## 파
- 펑리위안

## 하
- 하오레이
- 한쉐
- 한훙
- 허제
- 황성이
- 황야리
- 황이
- 황잉
- 황치산
- 훙천